# 장피에르 블랑샤르

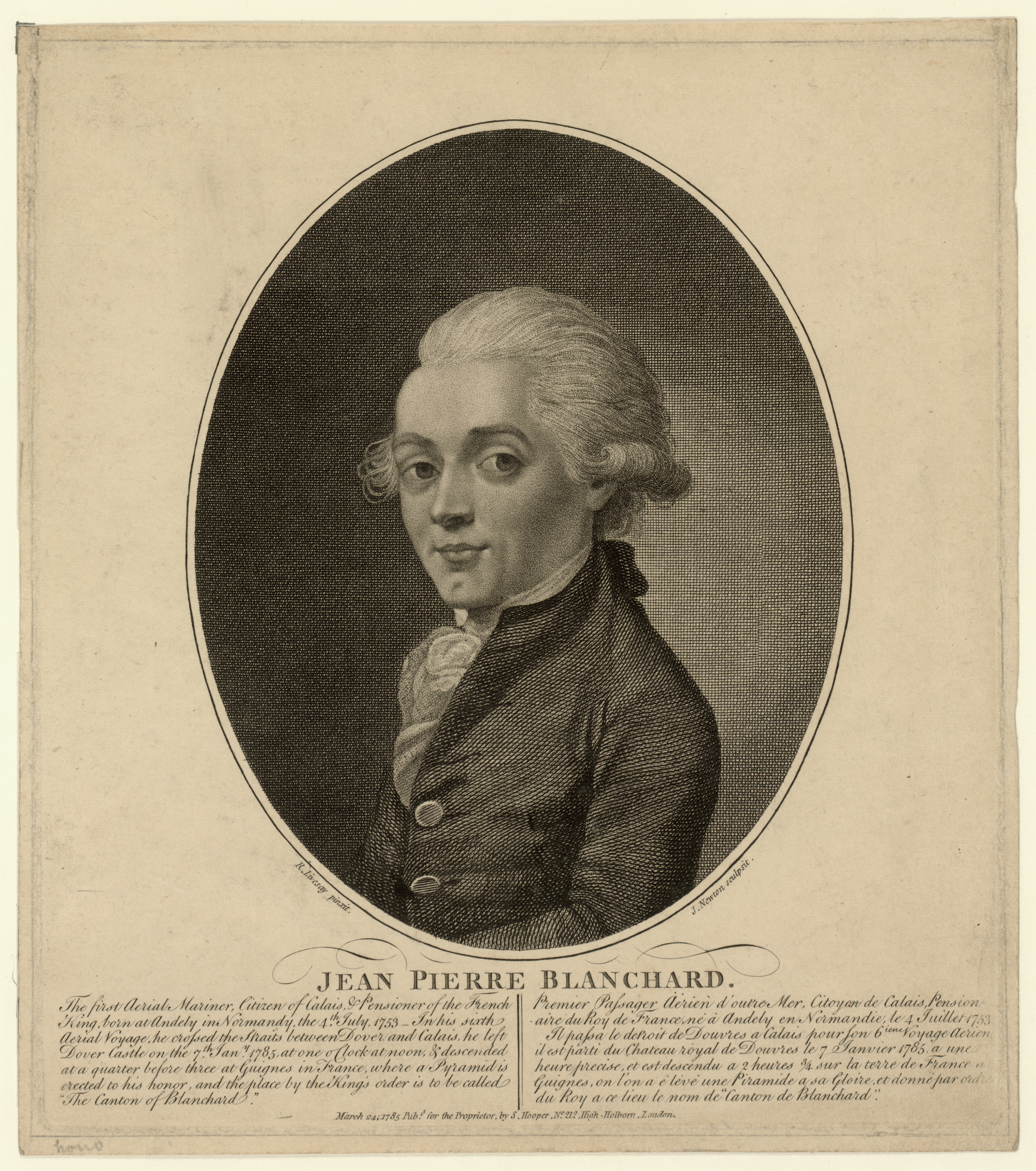
장피에르 블랑샤르

장피에르 프랑수아 블랑샤르(프랑스어: Jean-Pierre François Blanchard, 1753년 7월 4일 - 1809년 3월 7일)는 프랑스의 발명가이자 초기 열기구 연구가이다.